# Мласкавець салатний
Мласкавець салатний, мласкавець овочевий (Valerianella locusta) — вид рослин з родини жимолостевих (Caprifoliaceae), поширений у Європі, на заході Північної Африки, у західній Азії.

## Опис
Однорічна рослина 15–30(40) см заввишки. Стебло багаторазово вилчасто-гіллясте, внизу і на ребрах запушене. Прикореневі листки лопатчасті, стеблові довгасто-ланцетні, біля основи іноді зубчасті. Відгин чашечки неясно-3-зубчастий. Квітки в густому головчастому напівзонтику, блакитні. Плоди голі або коротко запушені, з боків стислі, з дуже тонкими ребрами і неглибокими борозенками; безплідні гнізда менші від плодючих, стінки безплідних гнізд тонкі, плодючого — губчастого потовщені.

## Поширення
Поширений у Європі, на заході Північної Африки (Мадейра, Канарські острови, Алжир, Марокко), у західній Азії (Сирія, Туреччина, Азербайджан, Грузія); інтродукований до США, Південної Америки.
В Україні вид зростає на полях і засмічених місцях — у західному Поліссі, Правобережному, Лівобережному й Донецькому Лісостепу, Степу (за винятком крайнього півдня) і Криму. Харчова рослина, бур'ян.

## Галерея

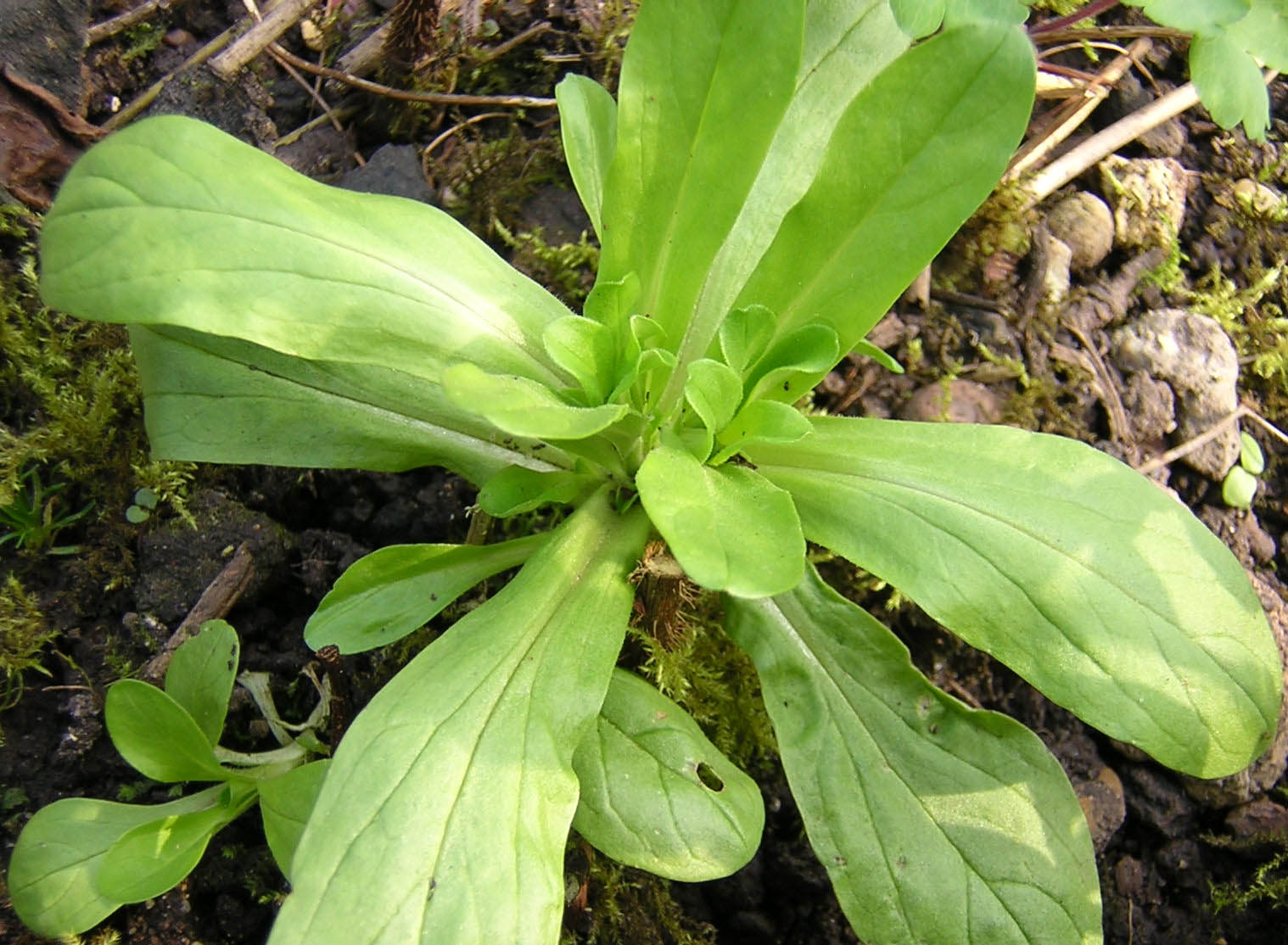
молода рослина
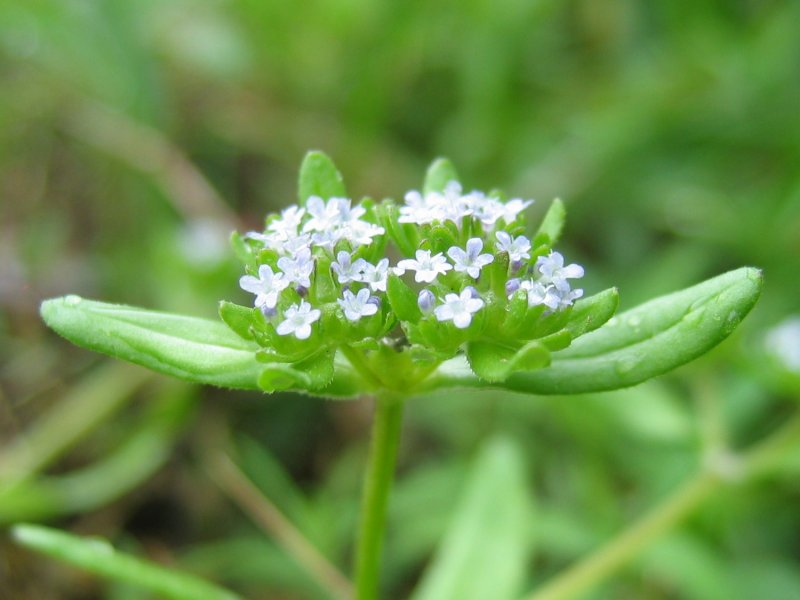
суцвіття
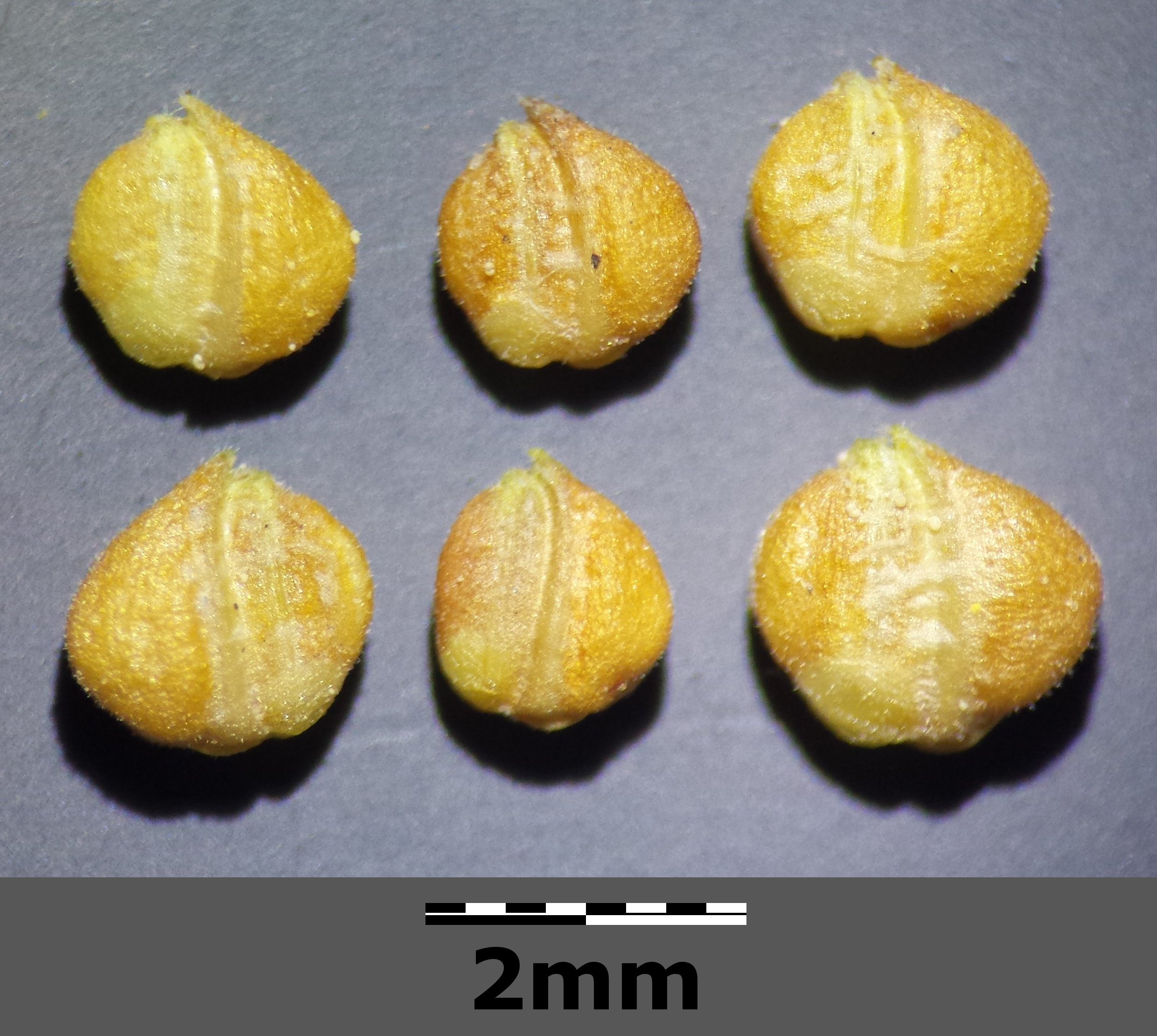
плоди
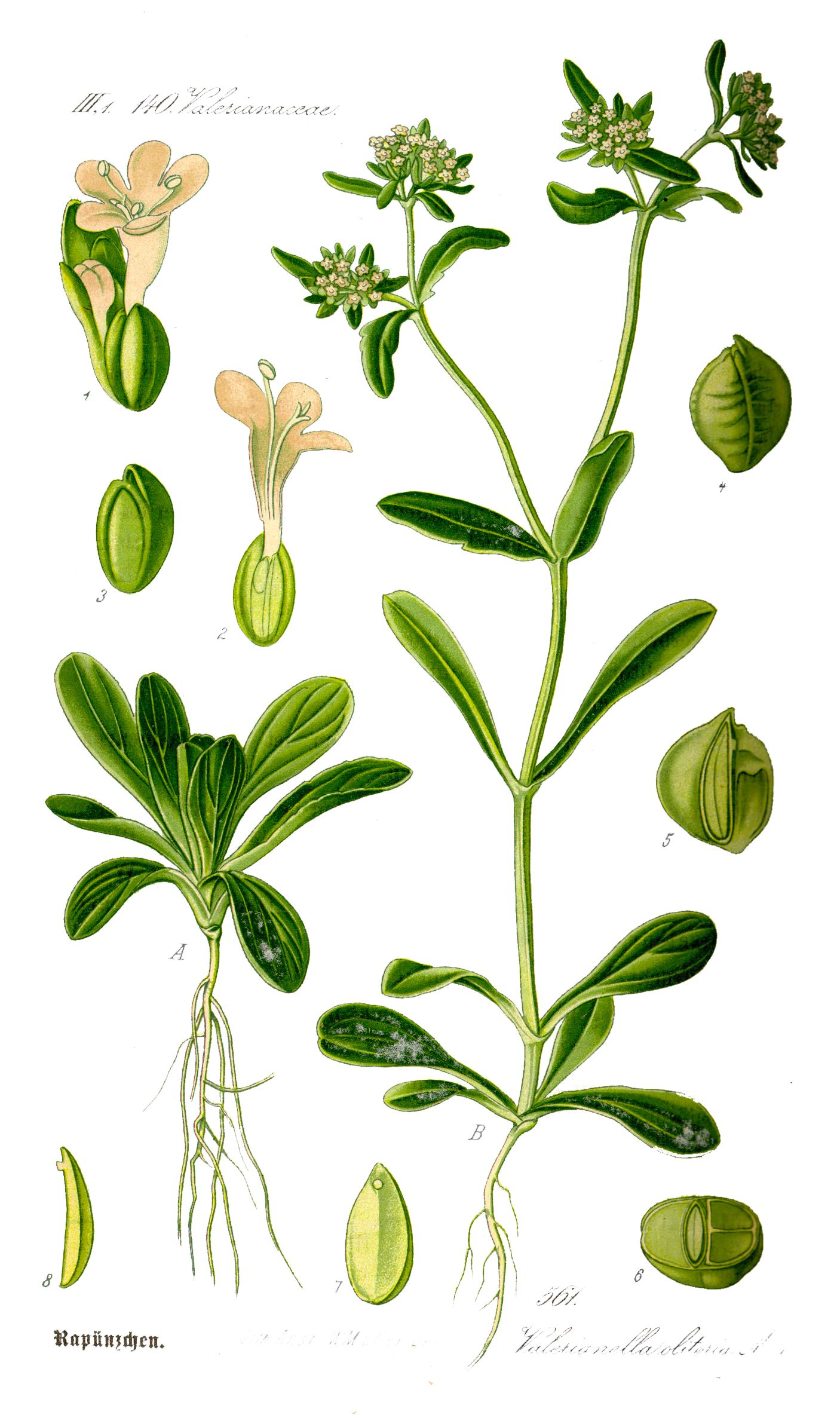
ілюстрація